# Castine (Ohio)
Castine es una villa ubicada en el condado de Darke en el estado estadounidense de Ohio. En el Censo de 2010 tenía una población de 130 habitantes y una densidad poblacional de 660,44 personas por km².

## Geografía
Castine se encuentra ubicada en las coordenadas 39°55′52″N 84°37′29″O / 39.93111, -84.62472. Según la Oficina del Censo de los Estados Unidos, Castine tiene una superficie total de 0.2 km², de la cual 0.2 km² corresponden a tierra firme y (0%) 0 km² es agua.

## Demografía
Según el censo de 2010, había 130 personas residiendo en Castine. La densidad de población era de 660,44 hab./km². De los 130 habitantes, Castine estaba compuesto por el 97.69% blancos, el 0% eran afroamericanos, el 0.77% eran amerindios, el 0% eran asiáticos, el 0% eran isleños del Pacífico, el 0.77% eran de otras razas y el 0.77% pertenecían a dos o más razas. Del total de la población el 0% eran hispanos o latinos de cualquier raza.